# Martín de Mujica y Buitrón

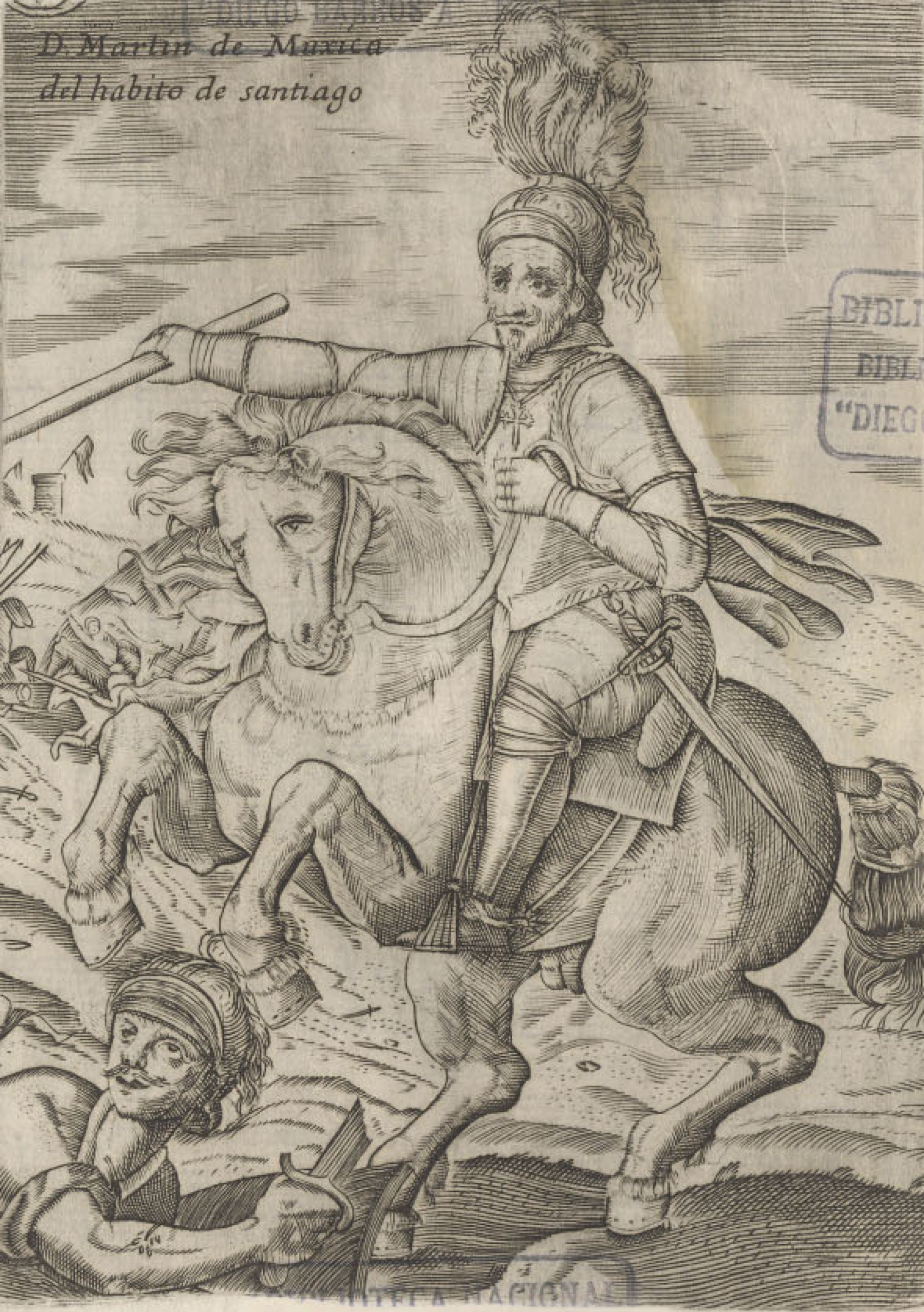
Martín de Mujica in einer zeitgenössischen Darstellung

Martín de Mujica y Buitrón (* in Villafranca (heute: Ordizia), Provinz Guipuzcoa im spanischen Baskenland; † 4. Mai 1649 in Santiago de Chile) war ein spanischer Offizier, der als Gouverneur von Chile amtierte.

## Leben

### Herkunft und Karriere in Europa
Mujica entstammte einer baskischen Adelsfamilie und diente der spanischen Krone von früher Jugend an. Er stieg bis zum Rang eines Sargento Mayor auf und zeichnete sich im Piemont im Krieg gegen Frankreich aus, besonders beim Angriff der Spanier auf Vercelli am 15. Juni 1638. Anschließend begab er sich nach Katalonien, das sich mit Unterstützung der Franzosen gegen König Philipp IV. erhoben hatte. Im April 1642 geriet er mit seiner gesamten Einheit in französische Kriegsgefangenschaft; über seine Freilassung ist nichts bekannt, allerdings diente er ab 1644 erneut im spanischen Heer.
Er wurde in den Orden von Santiago aufgenommen und mit königlicher Urkunde vom 30. Dezember 1644 zum Gouverneur von Chile ernannt. Seine Amtszeit sollte acht Jahre dauern. Mitte 1645 schiffte sich Mujica nach Südamerika ein und erreichte Lima im Februar 1646. In Concepción langte er am 8. Mai 1646 an und übernahm die Regierungsgewalt. Der Stadtrat (spanisch: cabildo) von Santiago empfing ihn feierlich.

### Amtszeit als Gouverneur in Chile

#### Disziplinierung der Soldateska
Er sorgte für eine Disziplinierung der Soldaten, deren Ausschweifungen zur Last für die Kolonie geworden waren. Mujica galt als sehr religiöser und sittenstrenger Mann.

#### Friedensschluss mit den Mapuche
Mit den Mapuche-Indianern, die sich seit Jahrzehnten einen Krieg mit den spanischen Eroberern lieferten, konnte im Parlamento de Quillín ein umfassender Frieden vereinbart werden. Sein Generalinspekteur Francisco de la Fuente y Villalobos hatte die Vorbereitungen getroffen, im Februar 1647 trafen rund tausend Indianer mit Vertretern der Spanier in Quillín zusammen und beschworen gemeinsamen feierlich den Frieden.

#### Administrative Maßnahmen
Angesichts der Armut der Kolonie und der Tatsache, dass die Hoffnungen der Spanier auf umfassende Goldfunde sich als unberechtigt erwiesen hatten, schlug Mujica dem König vor, die Abgabenlast der Bevölkerung zu erleichtern. Mujica war überzeugt, dass staatliche Eingriffe den Ausschlag für wirtschaftlichen Erfolg geben und traf zahlreiche Verfügungen, um die Entwicklung der Kolonie zu fördern. Auch regte er die Gründung weiterer Siedlungen im Süden an, für die allerdings die Mittel fehlten.

#### Erdbeben von 1647
Am Montag, den 13. Mai 1647 erschütterte um 22 Uhr 30 Ortszeit ein schweres Erdbeben die Anden, vom Süden Chiles bis in die Gegend von Cusco im heutigen Peru. Santiago war heftig betroffen, fast alle Häuser wurden zerstört, selbst aus dem Cerro Santa Lucia lösten sich Felsbrocken und stürzten auf die Häuser und in die Gassen der Stadt. Der Gouverneur befand sich zu dieser Zeit in Concepción; dort erreichten ihn die Nachrichten am 26. Mai durch einen  Bericht der Real Audiencia von Chile.
Mujica entschied sich, schnell zu handeln und widmete nicht nur eigenes Vermögen, sondern auch eine beträchtliche Summe der Staatskasse der Entschädigung der Opfer in Santiago. Dies war zu jener Zeit ein unerhört eigenmächtiges Handeln, das er nur nachträglich vom König genehmigen lassen konnte. In Peru sammelten der Vizekönig und die leitenden Funktionäre über 12.000 Pesos für die Erdbebenopfer von Chile. Die Audiencia und der Stadtrat von Santiago beschlossen, die Stadt allen Risiken zum Trotz am selben Platz wieder aufzubauen. Der folgende Winter 1648 war von ungewöhnlich starken Regenfällen und Überschwemmungen begleitet, was die Aufbauarbeiten immer wieder zurückwarf.
Gouverneur und Cabildo erreichten schließlich beim König eine sechs Jahre währende Steuerfreiheit für die Stadt. Auch im übrigen Land wurden die Abgaben zugunsten der Klöster gesenkt.

### Konflikt mit der Audiencia
Angesichts der völligen Zerstörung des Landes und der zerrütteten Staatsfinanzen hielt Mujica das Verwaltungssystem der Real Audiencia für überdimensioniert. Er schlug dem König vor, aus Budgetgründen auf den Apparate der Audiencia zu verzichten und deren Pflichten mit Hilfe normaler alcaldes (Exekutivorgane) und einem Vizegouverneur zu bewältigen. Dieser Vorschlag wurde aber abgelehnt.

### Plötzlicher Tod
Das gesamte Jahr 1648 war Mujica in Concepción gebunden, wo immer wieder gewalttätige Aktionen der Indianer den Frieden gefährdeten. Im April 1649 begab er sich zurück nach Santiago, um die Wiederaufbauarbeiten zu besichtigen und an den Feierlichkeiten zur Karwoche (spanisch: Semana Santa) teilzunehmen. Am 1. Mai traf er in Santiago ein, am dritten Tag dort hatte er gerade den ersten Gang seines Abendessens zu sich genommen, als er plötzlich Schaum vor dem Mund hatte und ihm die Zunge schwoll; er verließ die Tafel, ging auf sein Zimmer und war innerhalb einer Stunde tot. Zeitgenossen vermuteten einen Anschlag durch Gift; an einflussreichen Feinden in Audiencia und Klerus mangelte es ihm nicht.